# Garden Party (Kurzfilm)
Garden Party ist ein französischer computeranimierter Zeichentrickfilm. Der Kurzfilm entstand unter der Regie des Kollektivs Illogic Collective, bestehend aus Gabriel Grapperon, Florian Babikian, Victor Caire, Vincent Bayoux, Théophile Dufresne und Lucas Navarro. Dieses Kollektiv schuf diesen Film während ihres Studiums an der MoPA (Hochschule für Animation in Frankreich). Der Film wurde auf zahlreichen Festivals aufgeführt, darunter auf dem Festival du Court-Métrage de Clermont-Ferrand, auf der SIGGRAPH und dem Nashville Film Festival. Der Film wurde auch als Bester animierter Kurzfilm bei der Oscarverleihung 2018 nominiert.

## Handlung
Der Film findet ausschließlich auf einem großen noblen Anwesen mit Outdoor-Pool statt. Das Gelände wirkt, als wäre es von den Bewohnern fluchtartig verlassen worden. Frösche und Kröten haben sich auf dem verwildert wirkenden Anwesen niedergelassen und gehen ihren Bedürfnissen nach: eine Kröte verfolgt einen anderen paarungsbereit wirkenden Frosch quer durchs Haus, ein anderer Frosch ernährt sich von den Vorräten in der Küche, ein dritter versucht, einen Schmetterling zu fangen. Dieser aktiviert auf seiner Verfolgungsjagd in der Nacht die Haustechnik – die Lichter erleuchten, Musik beginnt zu spielen und die Filteranlagen und der Brunnen im Pool nehmen die Arbeit wieder auf und geben die Leiche des Besitzers frei.

## Auszeichnungen
Seit dem Erscheinen wurde der Film mit zahlreichen Preisen ausgezeichnet. Außerdem wurde es auf über 180 Festivals auf der ganzen Welt präsentiert.
| Preis | Tag der Preisverleihung                     | Kategorie | Empfänger                | Ergebnis  | Einzelnachweise |
| ----- | ------------------------------------------- | --------- | ------------------------ | --------- | --------------- |
| 2017  | Academy Awards                              |           | Best Animated Short Film | Nominiert | [ 4 ]           |
| 2017  | Nashville Film Festival                     |           | Grand Jury Price         | Gewonnen  |                 |
| 2017  | Clermont-Ferrand Film Festival              |           | Special Jury Mention     | Gewonnen  |                 |
| 2017  | SIGGRAPH                                    |           | Best Student Project     | Gewonnen  |                 |
| 2017  | Annecy International Animated Film Festival |           | Best Student Film        | Nominiert |                 |